# Rhodophiala phycelloides
Rhodophiala phycelloides là một loài thực vật có hoa trong họ Amaryllidaceae. Loài này được (Herb.) Hunz. miêu tả khoa học đầu tiên năm 1985.

## Hình ảnh

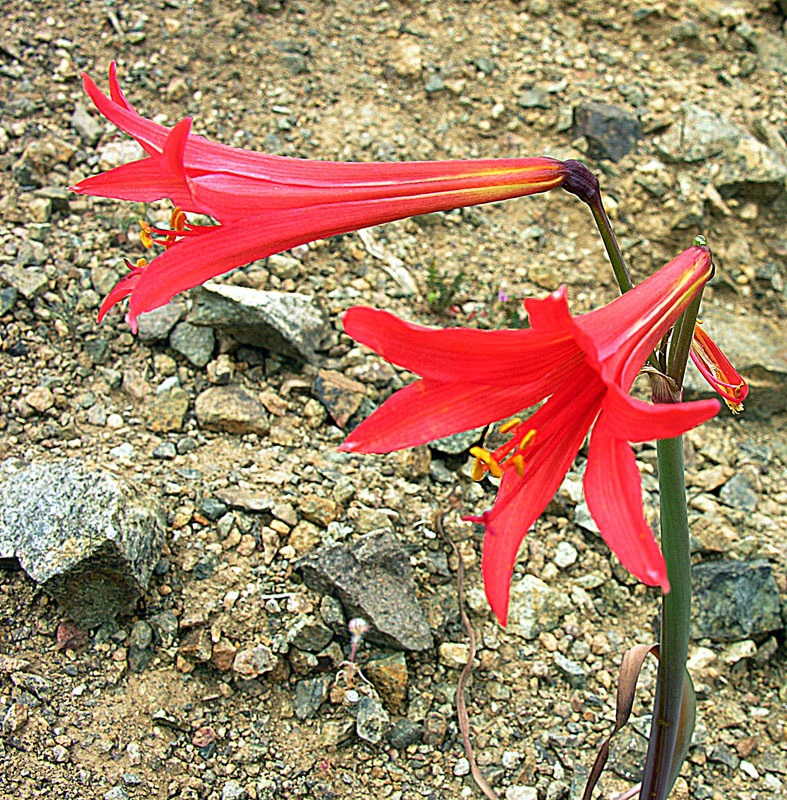